# James Fuchs
Pour les articles homonymes, voir Fuchs.

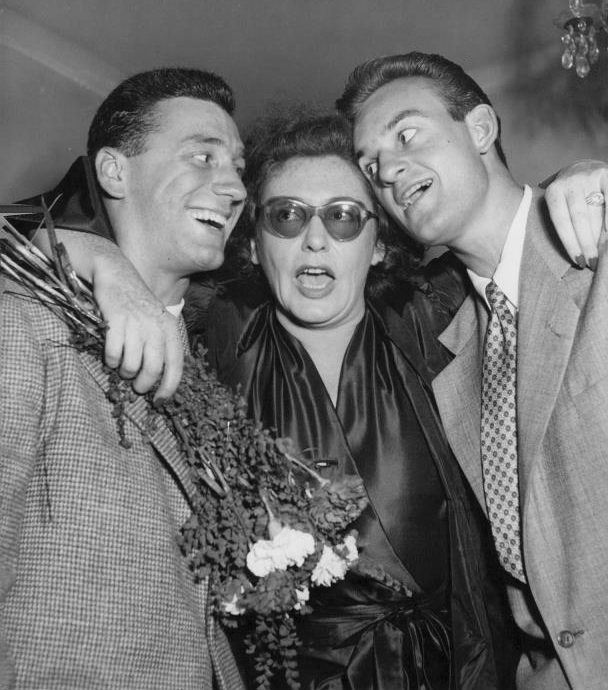
À gauche, James Fuchs

James "Jim" Emanuel Fuchs, né le 6 décembre 1927 à Chicago, et mort le 8 octobre 2010, est un athlète américain spécialiste du lancer du poids et du lancer du disque.

## Biographie
Il fut détenteur du record du monde du lancer du poids entre 1949 et 1953, sa meilleure performance fut 17,95 m le 22 août 1950 à Eskilstuna.

## Palmarès
- Jeux olympiques d'été de 1948 :  du Lancer de Poids
- Athlétisme aux Jeux panaméricains de 1951 :  du Lancer de Poids
- Athlétisme aux Jeux panaméricains de 1951 :  du Lancer du Disque
- Jeux olympiques d'été de 1952 :  du Lancer de Poids